# Общее положение

Конфигурация из пяти прямых общего положения.

О́бщее положе́ние — свойство, которое выполняется для почти для всех рассматриваемых объектов, при этом точное значение слова почти определяется из контекста.
Обычно этот термин применяется в следующих словосочетаниях: «объекты общего положения, имеют свойство S», «S есть свойство общего положения», «приведём объекты в общее положение».
Типичный пример использования: «Рассмотрим {\displaystyle n} прямых общего положения на плоскости, то есть никакие две прямые не параллельны и никакие три не пересекаются в одной точке.»
Заметим, что при необходимости условие общего положения можно усилить или ослабить, добавив например, что ни одна прямая не проходит через начало координат или убрав условие на параллельные прямые.
Также используется термин типичный объект, или объект общего положения, — объект, обладающий одним или несколькими «типичными свойствами» (какими именно — выясняется из контекста).

## Примеры использования

Два общих положения прямой и окружности

Следующий пример типичен для понятия «общее положение».
Прямая и окружность в общем положении либо не пересекаются, либо пересекаются в двух точках. 
Иначе говоря, почти всегда прямая либо проходит вне окружности, либо пересекает её в двух точках, и почти никогда её не касается.
В количественных соотношениях, если на плоскости есть окружность и прямая, то имеется бесконечное количество прямых, параллельных данной прямой, которые либо проходят вне окружности, либо пересекают её в двух точках, и всего две параллельные прямые, которые касаются окружности.
Другой пример свойства общего положения: трансверсальность двух многообразий в объемлющем многообразии..
Общее положение в пространстве набора точек — свойство {\displaystyle m} точек в {\displaystyle n}-мерном аффинном пространстве, может заключаться в том, что никакие {\displaystyle k} из них не лежат в подпространстве размерности {\displaystyle k-2}, где {\displaystyle k=2,3,\dots ,k+1}. В частности, точки на плоскости находятся в общем положении, если никакие три не лежат на одной прямой.
Требование этого определения избыточно для большинства наборов.  В частности, если {\displaystyle m\geqslant n+1}, то достаточно предположить, что никакой набор из {\displaystyle n+1} точки не лежит в гиперплоскости.
Общее положение в трёхмерном пространстве двух прямых — прямые не пересекаются. Другими словами, вложение прямой в трёхмерное пространство трансверсально тогда и только тогда, когда прямые не пересекаются.

Функция Морса на гладком многообразии является гладкой функцией общего положения..
Два подпространства. Рассмотрим вещественное линейное пространство и два его подпространства, сумма размерностей которых больше размерности исходного пространства.
Общее положение в линейном пространстве двух подпространств — алгебраическая сумма подпространств совпадет со всем пространством.
В частности, два подмногообразия дополнительной размерности в общем положении пересекаются трансверсально.

## Варианты определений
В зависимости от контекста множество {\displaystyle {\mathfrak {S}}} всех рассматриваемых объектов имеет некоторую структуру, которая позволяет говорить о «малых», «пренебрежимых» или, наоборот, «больших», «массивных» подмножествах.
В этом случае считается, что некоторое свойство {\displaystyle S} общего положения, если обладающие им объекты образуют в {\displaystyle {\mathfrak {S}}} «большую» подсовокупность.
Совокупность {\displaystyle {\mathfrak {S}}}, как правило, обладает одной из следующих структур:
(1) алгебраического многообразия;
(2) гладкого многообразия (возможного, бесконечномерного);
(3) топологического пространства, чаще всего пространства второй категории Бэра, в частности полные метрические пространства.
(4) пространства с мерой.
В перечисленных случаях «малыми» подмножествами считаются соответственно:
(1) алгебраические подмногообразия меньшей размерности;
(2) гладкие подмногообразия и их конечные или счётные объединения;
(3) нигде не плотные множества или множества первой категории Бэра;
(4) множества меры нуль.
Подмножество {\displaystyle {\mathfrak {A\subset S}}} считается «большим», если дополнение к нему — «малое».

### Замечания
Типичное свойство, или свойство общего положения, — свойство {\displaystyle S}, которое выполняется почти для всех объектов из множества {\displaystyle {\mathfrak {S}}}..
В случаях (3) и (4) «большое» подмножество может означать соответственно подмножество второй категории Бэра в непустом открытом подмножестве пространства {\displaystyle {\mathfrak {S}}} или подмножество положительной меры.
В этих случаях говорят, что «этим множеством объектов нельзя пренебречь», но уже не говорят о «типичности».

## Использование в разделах математики

### Использование в геометрической топологии
В геометрической топологии, которая изучает как кусочно линейные, так и топологические многообразия и соответствующие классы отображений, термин «общее положение» используется почти исключительно как синоним термина «трансверсальность».

### Использование в алгебраической геометрии
В алгебраической геометрии несложные случаи, аналогичные прямой и окружности на плоскости, легко анализируются с помощью теории исключения, при этом основное поле произвольно (но обычно алгебраически замкнуто). В более сложных ситуациях имеются следующие теоремы:
- две теоремы Бертини[англ.];
- теорема Лефшеца о гиперплоском сечении[англ.].

Кроме того, при рассмотрении действия алгебраической группы на алгебраическом многообразии большое значение имеют точки общего положения.

### Использование в дифференциальной топологии и теории особенностей дифференцируемых отображений
Понятие общего положения применяется очень широко в дифференциальной топологии и теории особенностей дифференцируемых отображений. При доказательстве результатов обычно используются следующие теоремы об общем положении, или теоремы о трансверсальной регулярности:
- теорема Сарда[10];
- теорема Тома[англ.][10].

Указанная теорема Сарда при бесконечной размерности не верна, но этот недостаток компенсируется более слабыми результатами.

### Использование в теории гладких динамических систем
Несколько теорем о «типичных» свойствах есть в в теории гладких динамических систем.
Как правило, эти теоремы доказываются при помощи теоремы Сарда, особенно в локальной теории бифуркаций.
Есть немногочисленные положительные результаты, не связанные с этой редукцией.
Существенная особенность теории гладких динамических систем — это существенное различие понятия общего положения в топологическом и метрическом смысле, соответственно случаи (3) и (4).

### Использование в дифференциальной геометрии многообразий
Понятие общего положения используется также в дифференциальной геометрии многообразий.
Типичное свойство римановой метрики — множество римановых метрик, удовлетворяющих этому свойству, остаточно.
Предложение. Следующее свойство типично:
- отображение Пуанкаре для периодической траектории геодезического потока либо гиперболическое, либо закручивающее.